# 莫鲁
莫鲁（法語：Mauroux，法語發音：[moʁu]）是法国洛特省的一个市镇，位于该省西南部，属于卡奥尔区。

## 地理
莫鲁（44°27'19"N, 1°2'47"E）面积16.2 平方千米，位于法国奧克西塔尼大區洛特省，该省份为法国西南部内陆省份，北起顺时针与科雷兹省、康塔爾省、阿韦龙省、塔恩-加龙省、洛特-加龍省和多尔多涅省接壤。
与莫鲁接壤的市镇（或旧市镇、城区）包括：索蒂拉克、拉卡佩勒卡巴纳克、塞里尼亚克、图扎克、马斯基耶尔、蒙泰拉勒、泰扎克。

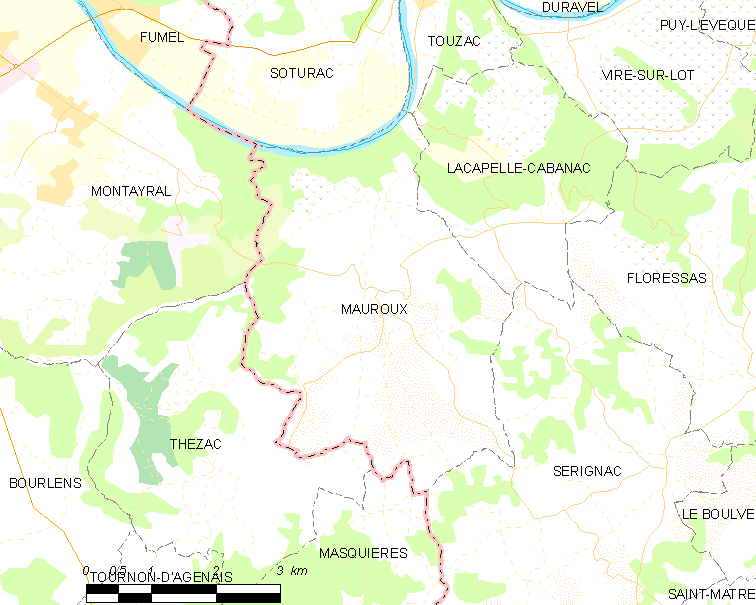
莫鲁的OSM定位图

莫鲁的时区为UTC+01:00、UTC+02:00（夏令时）。

## 行政
莫鲁的邮政编码为46700，INSEE市镇编码为46187。

## 政治
莫鲁所属的省级选区为皮莱韦克县。

## 人口

1962-2008年间莫鲁人口变化图示

莫鲁于2022年1月1日时的人口数量为553人。